# Chak Bankola
Chak Bankola è una suddivisione dell'India, classificata come census town, di 10.318 abitanti, situata nel distretto di Bardhaman, nello stato federato del Bengala Occidentale. In base al numero di abitanti la città rientra nella classe IV (da 10.000 a 19.999 persone).

## Geografia fisica
La città è situata a 23° 39' 28 N e 87° 14' 35 E.

## Società

### Evoluzione demografica
Al censimento del 2001 la popolazione di Chak Bankola assommava a 10.318 persone, delle quali 5.905 maschi e 4.413 femmine. I bambini di età inferiore o uguale ai sei anni assommavano a 1.150, dei quali 586 maschi e 564 femmine. Infine, coloro che erano in grado di saper almeno leggere e scrivere erano 5.708, dei quali 3.688 maschi e 2.020 femmine.